# William Mendel Newman
William Mendel Newman (* 31. Januar 1902 in Pierce City, Missouri; † 27. April 1977 in Bellingham, Washington) war ein US-amerikanischer Mediävist.

## Werdegang
William Mendel Newman war der zweite Sohn von Milton Newman (1872–1943) und Lenna Mendel (1874–1943) und gehörte damit zu einer Familie, die in Missouri, Iowa und Oklahoma Warenhäuser betrieb. Seine Schulausbildung absolvierte er in Pierce City und an der Phillips Academy in Andover (Massachusetts), bevor er im Herbst 1921 das Studium an der Harvard University begann. 1925 legte er seine Prüfungen ab, blieb aber noch ein Jahr in Harvard, das er mit einem M.A. in Amerikanischer Geschichte abschloss. Es schlossen sich zwei Jahre Lehrtätigkeit an der University of Iowa und der Ohio State University an. Nicht bekannt ist, warum er seinen Berufsweg in der eingeschlagenen Richtung aufgab.
Denn ab 1928 setzte er seine Studien im Bereich der mittelalterlichen Geschichte fort. Er ging nach Europa, promovierte 1929 an der Universität Toulouse (bei Joseph Calmette) und 1937 an der Universität Straßburg (bei Marc Bloch und Charles-Edmond Perrin). Anschließend kehrte er in die USA zurück und lehrte ein Jahr an der University of Michigan, gab aber auch hier seine Tätigkeit auf. 1938 bis 1942 war er in Cambridge (Massachusetts), wandte sich von der Forschung ab, sein Antrag auf Aufnahme in die Armee wurde aber aus gesundheitlichen Gründen abgelehnt. Er arbeitete danach in St. Louis, wo sein Bruder Joseph (1898–1967) seit 1933 Präsident von Emerson Electric war und später White-Rodgers gründete. Der Tod seiner Eltern 1943 machte ihn finanziell unabhängig.
Nach dem Krieg lebte er bis 1950 in Seattle und versuchte, in der freien Wirtschaft Fuß zu fassen und Karriere zu machen. Als dies nicht gelang, wandte er sich wieder der Wissenschaft zu, ging erneut nach Europa. Er arbeitete von 1952 bis 1963 in Frankreich, kehrte (wiederum aus Gesundheitsgründen) in die USA zurück und verbrachte seine letzten Lebensjahre dann erneut im Bundesstaat Washington, ohne weiter Forschung zu betreiben. Sein Vermögen von rund 1,2 Millionen Dollar hinterließ er vor allem der Phillips Academy in Andover.
Bis auf die drei Jahre Tätigkeit an drei verschiedenen Institutionen war Newman nicht in der Lehre tätig. Seine Bedeutung erlangte er ausschließlich durch seine Arbeiten, die zum Teil erst nach seinem Tod veröffentlicht wurden, hier zählt er zu den wichtigsten Mediävisten der USA im 20. Jahrhundert.

## Werke
- Le domaine royal sous les premiers Capétiens 987–1180. Paris 1937 (Thesis).
- Catalogue des actes de Robert II roi de France, Paris 1937 (Thesis)
- Les seigneurs de Nesle en Picardie (XIIe-XIIIe siècle). Leurs chartes et leur histoire (2 Bände ), Paris 1971
- Le personnel de la cathédral d’Amiens: 1066–1306; avec une note sur la famille des seigneurs de Heilly, Paris 1972
- Charters of St-Fursy of Péronne, Cambridge Mass. 1977 (The Medieval Academy of America 85) online
- L’acte de Téulfe pour Saint-Crépin-le-Grand de Soissons (1135), in: Revue Mabillon 58 (1973) S. 165–175
- The Cartulary and Charters of Notre-Dame de Homblières. Cambridge, Mass., 1990 online